# انتشارات ام‌آی‌تی
انتشارات ام‌آی‌تی (به انگلیسی: MIT Press) یک انتشارات دانشگاهی وابسته به مؤسسه فناوری ماساچوست (MIT) در کمبریج، ماساچوست (ایالات متحده آمریکا) است که در سال ۱۹۳۲ تأسیس شده‌است.